# Assassin's Creed (fumetto)
Dal 2007 ad oggi molti sono i fumetti facenti parte del franchising di Assassin's Creed. Nati inizialmente come graphic novel in lingua francese, i fumetti ispirati dalla serie videoludica hanno quindi preso tre filoni principali: quello francese, quello statunitense e quello asiatico (giapponese e cinese).

## Serie francese
Le prime due serie francesi sono caratterizzata da due trilogie in volumi cartonati di grande formato, pubblicati da Les Deux Royaumes tra il 2009 e il 2014 e scritte dalla coppia Corbeyran/Defali. Se il primo volume basa la sua trama, salvo qualche differenza, su quelle di Assassin's Creed e Assassin's Creed II, il secondo ed il terzo volume si scostano decisamente dalla storia narrata nei titoli videoludici e raccontano le vicende degli assassini romani Aquilus ed Accipiter. Gli ultimi tre capitoli invece narrano vicende completamente nuove ambientate nell'Antico Egitto. La serie viene ufficialmente considerata canonica da Ubisoft solamente nella parte della trama riguardante la vita di Aquilus e Accipiter.
Dopo due anni di silenzio l'editore francese pubblica una nuova serie, questa volta non più sotto forma di trilogia, ambientata nella Seconda Guerra Mondiale e realizzata da Guillaume Dorison, Jean-Baptiste Hostache e Patrick Pion. 
L'ultima uscita francofona risale al 2019: una serie in due numeri ambientata durante la Guerra del Vietnam e realizzata da Guillaume Dorison e Ennio Buffi.
- 2009 - 2011: Trilogia di Iside
  - Volume 1 - Desmond
  - Volume 2 - Aquilus
  - Volume - Accipiter
- 2012 - 2014: Trilogia del falco
  - Volume 4 - Hawk
  - Volume 5  - El Cakr
  - Volume 6 - Leila
- 2016 - 2017: Conspirations (in due volumi)
  - #1 - Die Glocke
  - #2 - Le Projet Rainbow
- 2019: Bloodstone (in due volumi)

## Serie statunitense
Le serie statunitensi, pubblicate da Titan Comics e Dark Horse Comics , sono numerose e tutte considerate canoniche. Per la natura seriale dei fumetti americani molte pubblicazioni sono prima comparse in fascicoli spillati e solo a collana conclusa su volume brossurato integrale.
- 2010 - 2011: The Fall
- 2012: The Chain

- 2014: Brahamn
- 2015 - 2016: Assassins
- 2016: Locus
- 2016 - 2017: Templars
- 2017: Reflections
- 2017 - 2018: Uprising
- 2018: Origins
- 2020: Valhalla - Song of Glory
- 2022: Valhalla - Forgotten Myths

## Serie asiatiche
Con il manga Awakening ispirato agli eventi di Assassin's Creed IV - Black Flag si apre l'ultimo filone di fumetti del franchise. Dopo il manga ispirato all'assassina cinese Shao Jun, le successive due serie sono di produzione cinese.
- 2013 - 2014: Awakening
- 2019 - 2021: Blade of Shao Jun

- 2020 - 2021: Valhalla - Blood Brothers

- 2021 - 2022: Dynasty

## Altre pubblicazioni
- 2007: Assassin's Creed - La Graphic Novel

Libro di 8 pagine incluso nell'edizione limitata del primo Assassin's Creed, mostra due storie secondarie di Altair Ibn-La'Ahad e Desmond Miles. La storia funge anche da preludio al primo gioco della serie, ed è narrata simultaneamente da entrambi i personaggi. In esso, la storia copre la fuga di Desmond dall'Abstergo nel 2012 e una delle missioni di assassinio svolta da Altair nel 1191.
- 2007: Assassin's Creed - Webcomic

- 2012: Subject Four

Volume unico, contenente anche The Fall e The Chain, che completa l'arco narrativo di Daniel Cross e quello del suo antenato Nikolai Orelov.
- 2020: Valhalla

Una breve storia prodotta da Glénat e realizzata dalla coppiaGabella/Traisci.
- 2021: Cinders

Un breve webcomic incluso nella rivista giapponese Shōnen Jump+.